# 부작용
부작용(副作用, side effect)은 본래의 치료 효과 이외의 부수적인 효과가 나타나는 것이다. 부수적 효과가 도움이 된다면, 부작용은 치료 목적으로도 물론 이용할 수 있다. 대표적으로, 비아그라 등의 약도 부작용을 이용하여 성공한 약물 중의 하나이다.

## 부작용의 빈도
부작용을 경험할 확률은 다음과 같다:
- 매우 흔함: ≥ 1⁄10
- 흔함 (자주 발생): 1⁄100 to 1⁄10
- 흔하지 않음 (자주 발생하지 않음): 1⁄1000 to 1⁄100
- 희귀: 1⁄10000 to 1⁄1000
- 매우 희귀: < 1⁄10000

## 같이 보기
- 유해효과 (adverse effec)